# Párhuzamos szelők tétele
A párhuzamos szelők tétele az elemi geometria egyik alapvető tétele. Azt mondja ki, hogy ha adott két egymást metsző egyenes és az egyiken két szakasz, és e szakaszok végpontjain át olyan párhuzamosokat húzunk, amelyek a másik egyenest metszik, akkor a második egyenesen keletkezett szakaszok hosszának aránya egyenlő az első egyenesen a nekik megfelelő szakaszok hosszának az arányával.

## A tétel pontos megfogalmazása
Legyen e és f két egymást metsző egyenes; metszéspontjukat jelölje A! Legyen továbbá B és D két A-tól különböző pont e-n, és legyen C és E két A-tól különböző pont f-en úgy, hogy a BC és DE egyenesek párhuzamosak! Ekkor
{\displaystyle {\frac {|AD|}{|AB|}}={\frac {|AE|}{|AC|}}} (illetve, ha ez igaz, akkor és csak akkor {\displaystyle {\frac {|AD|}{|DB|}}={\frac {|AE|}{|EC|}}} is igaz)
- Első helyzet
- Második helyzet

## Felfedezője
A párhuzamos szelők tételét Thalész fedezte fel az i.e. 6. században, és ezért a tételt egyes nyelveken (olasz, francia, spanyol, orosz, román) kis Thalész-tétel vagy Thalész első tétele néven említik. (A magyar szóhasználatban Thalész-tételként emlegetett állítás ezeken a nyelveken a nagy Thalész-tétel vagy Thalész második tétele.)
A tétel bizonyításával együtt szerepel Euklidész Elemek című könyvében.

## Bizonyítás
Ha az arány irracionális, a tétel akkor is igaz és bizonyítható.

### Egy bizonyítás

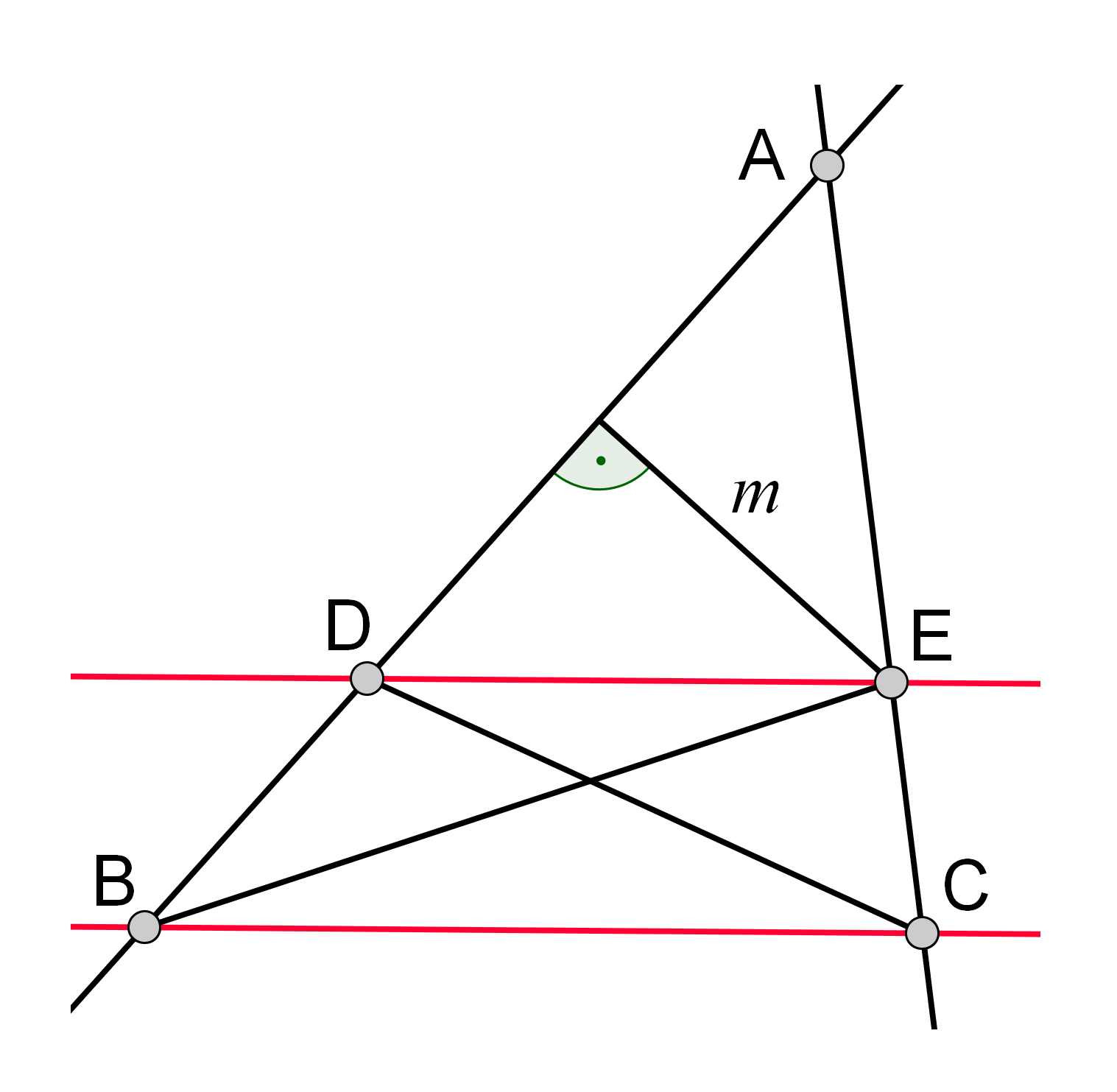
Háromszögterületes bizonyítás

{\displaystyle {\frac {AD}{DB}}={\frac {T_{ADE_{\bigtriangleup }}}{T_{BDE_{\bigtriangleup }}}}}, mert a háromszögek magassága (m) megegyezik, csak az alapjuk különbözik. Hasonlóan {\displaystyle {\frac {AE}{EC}}={\frac {T_{ADE_{\bigtriangleup }}}{T_{ECD_{\bigtriangleup }}}}}. Viszont {\displaystyle T_{BDE_{\bigtriangleup }}=T_{ECD_{\bigtriangleup }}}, mert alapjuk (|DE|) és magasságuk is megegyezik, tehát {\displaystyle {\frac {T_{ADE_{\bigtriangleup }}}{T_{BDE_{\bigtriangleup }}}}={\frac {T_{ADE_{\bigtriangleup }}}{T_{ECD_{\bigtriangleup }}}}}, ebből következően {\displaystyle {\frac {AD}{DB}}={\frac {AE}{EC}}}, amit bizonyítani kellett.

## A tétel megfordítása
A tétel megfordítása is igaz, vagyis ha két egyenes egy szög száraiból olyan szakaszokat metsz ki, amelyeknek aránya mindkét száron egyenlő, akkor a két egyenes párhuzamos.

### Bizonyítás
A bizonyítás indirekt: tegyük fel, hogy {\displaystyle {\frac {|AD|}{|DB|}}={\frac {|AE|}{|EC|}}}, de DE nem párhuzamos BC-vel. Húzzuk tehát be azt a h egyenest a B ponton keresztül, ami párhuzamos DE-vel! Legyen h és f metszéspontja C! A párhuzamosság miatt felírhatjuk a párhuzamos szelők tételét: {\displaystyle {\frac {|AD|}{|DB|}}={\frac {|AE|}{|EC'|}}}. A feltétellel összevetve {\displaystyle {\frac {|AE|}{|EC|}}={\frac {|AE|}{|EC'|}}}, tehát {\displaystyle |EC|=|EC'|}, vagyis {\displaystyle C\equiv C'}, így viszont a {\displaystyle DE{\mathcal {k}}BC}, tehát a tétel megfordítása igaz.